# Grand Isle
Grand Isle is een zandbank en plaats (town) in de Amerikaanse staat Louisiana, en valt bestuurlijk gezien onder Jefferson Parish. Het eiland is zo'n 16,6 km² groot.

## Demografie
Bij de volkstelling in 2000 werd het aantal inwoners vastgesteld op 1541.
In 2006 is het aantal inwoners door het United States Census Bureau geschat op 1519, een daling van 22 (-1.4%).

## Geografie
Volgens het United States Census Bureau beslaat de plaats een oppervlakte van
20,1 km², waarvan 15,9 km² land en 4,2 km² water.

## Plaatsen in de nabije omgeving
De onderstaande figuur toont nabijgelegen plaatsen in een straal van 44 km rond Grand Isle.